# Zyklon (Achterbahntyp)

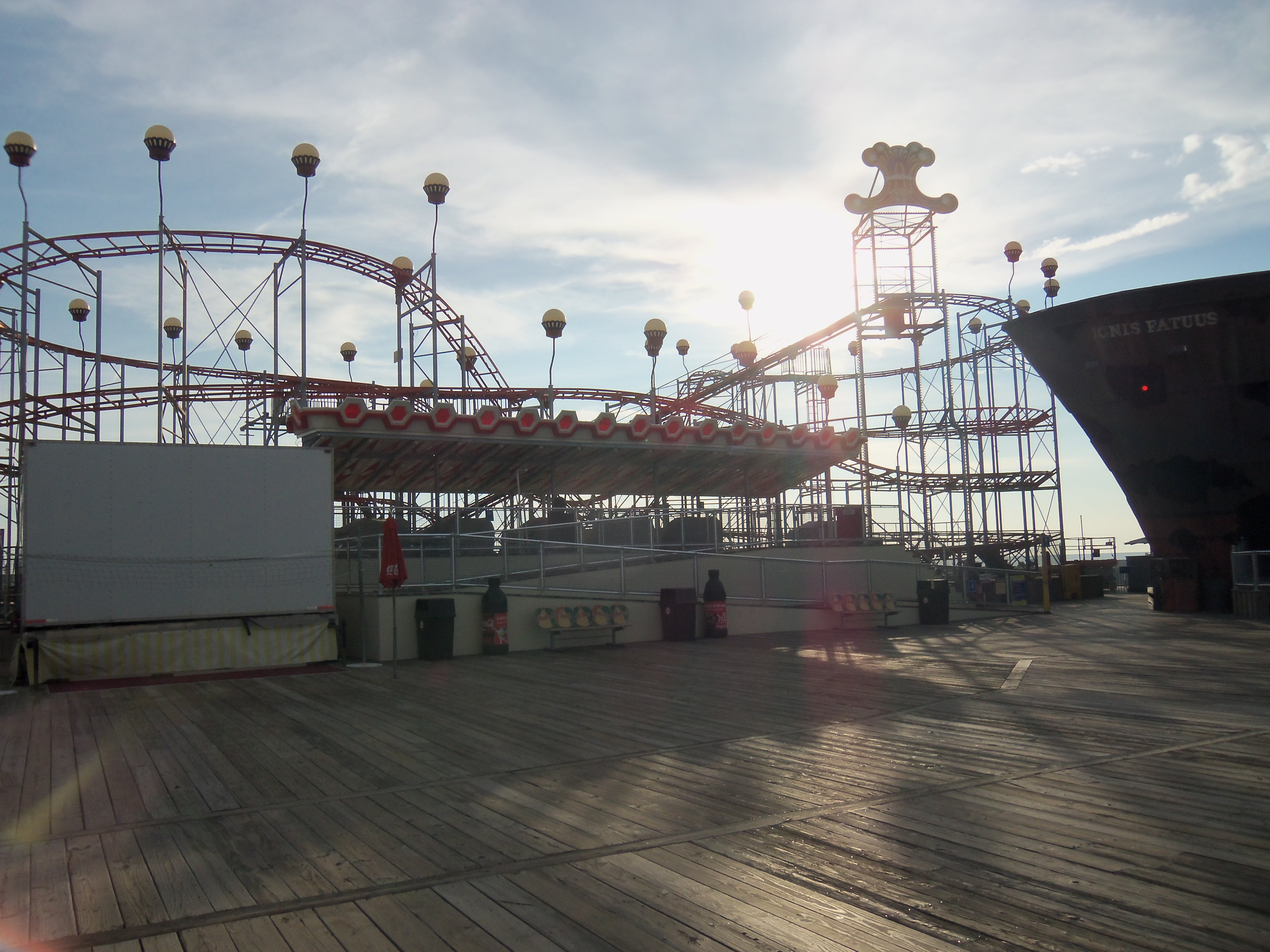
Rollies Coaster in Morey’s Piers

Zyklon (auch Galaxi) ist ein Achterbahntyp, der von verschiedenen Herstellern in unterschiedlichen Varianten angeboten wird. Die Achterbahndatenbank Roller Coaster DataBase listet zurzeit (Stand August 2024) 415 Auslieferungen, wovon es allerdings teilweise doppelte Einträge durch Versetzungen gibt.
Bekannte Hersteller des Typs sind Pinfari, S.D.C., SBF Visa und Interpark. Es gibt Modelle für den stationären Einsatz in Freizeitparks, ebenso wie transportable Modelle für Kirmessen.

## Streckenlayout
Grundsätzlich wirkt das Layout von oben betrachtet wie die Zahl Acht. Höhe und Streckenlänge können dabei variieren, ebenso wie die Höchstgeschwindigkeit, die von den Zügen oder Wagen erreicht werden können. Manche Modelle verfügen außerdem über einen Looping, wie z. B. ZL42 von Pinfari.
Nach dem Verlassen der Station beginnt die Fahrt mit einer 180°-Rechtskurve zum Kettenlifthill. Dieser kann parallel zur Station oder aber diagonal liegen. Oben angekommen wird eine weitere 180°-Kurve durchfahren und es schließt sich die erste Abfahrt an. Diese verläuft üblicherweise diagonal über das Streckenlayout. Nach der Abfahrt führt die Strecke wieder nach oben und es schließt sich eine weitere 180°-Kurve an. Nach einer weiteren Abfahrt, nach der sich bei manchen Anlagen der Looping befindet, folgt eine Helix. Nach dessen Ausfahrt folgt am anderen Ende der Fläche eine weitere Helix. Meistens endet nach einer weiteren Kurve die Strecke.

## Züge

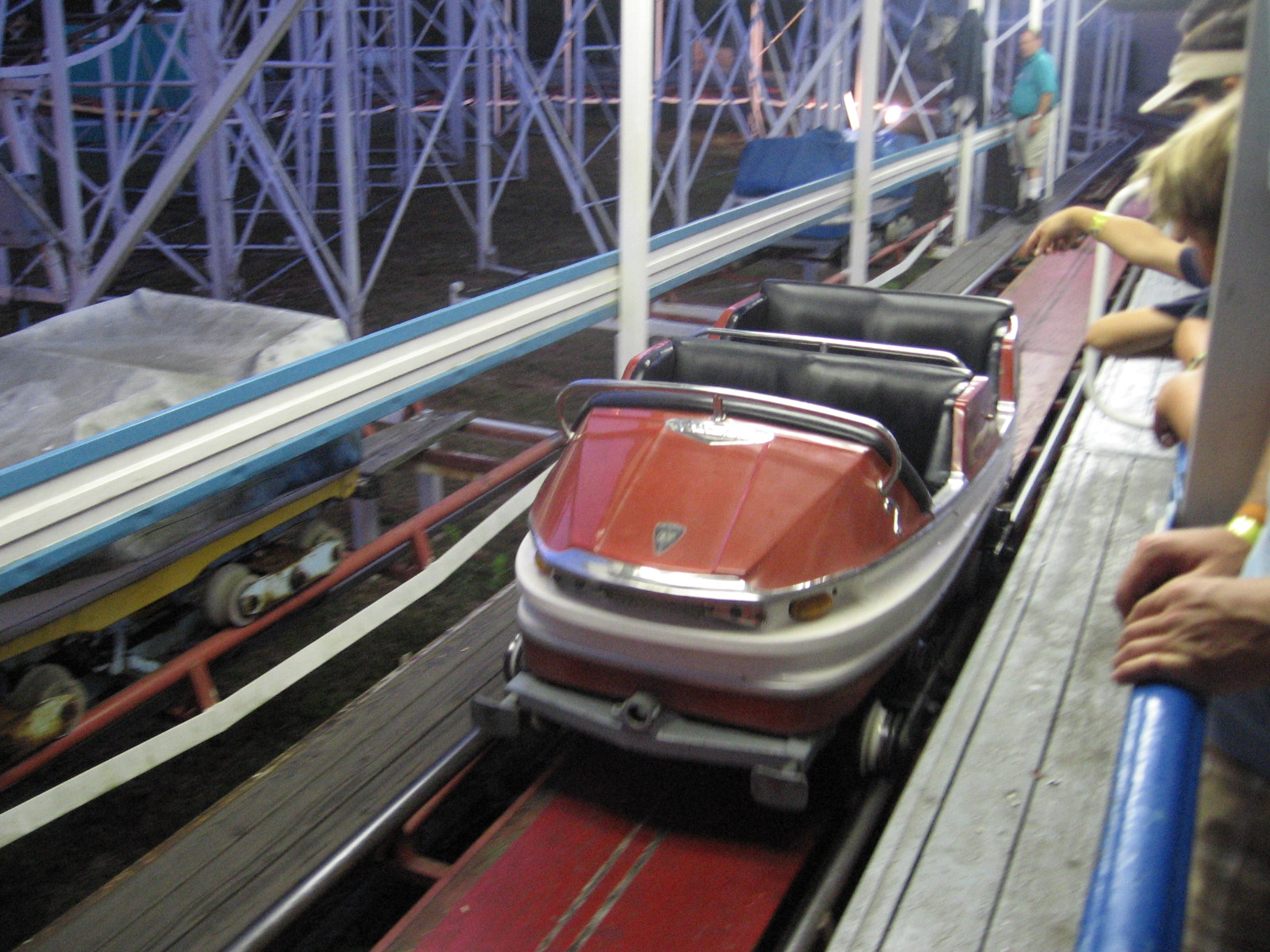
Ein Wagen auf Galaxi in Funtown Splashtown USA

Üblicherweise verfügen die Bahnen über einzelne Wagen oder Züge mit mehreren Wagen, in denen jeweils vier Personen (zwei Reihen à zwei Personen) Platz nehmen können. Die verwendeten Rückhaltesysteme unterscheiden sich je nach Hersteller und Modell. So kommen Schoßbügel oder Schulterbügel zum Einsatz, teilweise mit Gurten als Zusatzsicherungen.